# Semanario de Igualada
Semanario de Igualada, era una publicació setmanal, publicada a Igualada entre 1880 i 1886.

## Descripció
Portava el subtítol Periódico de intereses morales y materiales i hi havia l'escut d'Igualada a la capçalera.
L'adreça de la redacció i l'administració de la publicació era la de la imprenta. Primer, la de Vicenç Padró, al carrer de Sant Cristòfor, 13 baixos i, a partir del núm. 159, la de Nicolau Poncell, al carrer de Santa Maria, 5. El primer número es va publicar el 9 de maig de 1880 i el darrer el 344, portava la data de 5 de desembre de 1886. Sortia cada diumenge i tenia quatre pàgines, a tres columnes, amb un format de 44 x 32 cm.
La llengua majoritària era el castellà, però hi havia alguns articles en català.

## Continguts
El seu objectiu era: Presentar y defender la verdad pura, neta y sin ambajes en todo lo que a intereses morales y materiales de la localidad se refiera.
Era una publicació que comentava els esdeveniments locals, les notícies polítique i els successos. També contenia treballs històrics, literaris i religiosos, entre els quals cal esmentar el seguit d'articles d'història local que van sortir numerats i sota el títol “Apuntes históricos de Igualada”.
S'oposava fortament a La Colmena de Igualada, que havia començat a sortir una setmana abans.
El director era el carlí Carles Puget i els redactors: Francesc Torras, Miquel Coronas, Esteve Rosich, Jaume Serra i Jordi, Manuel Catarineu i Antoni Montaner. Segons Carner, “la redacció del Semanario és gairebé del tot levítica”.

## Localització
- Biblioteca Central d'Igualada. Plaça de Cal Font. Igualada (col·lecció en paper)